# Гребень Леонід Кіндратович
Гребень Леонід Кіндратович (нар. 5 (17) серпня 1888, село Кринки, тепер Кам'янецький район, Брестська область, Білорусь — 10 липня 1980) — український радянський вчений у галузі тваринництва, професор — 1930, доктор сільськогосподарських наук — 1936. Герой Соціалістичної Праці (17.08.1968), академік АН УРСР (з 1948), дійсний член ВАСГНІЛ (з 1948).

## Життєпис
У 1913 році закінчив Віленське піхотне училище.
У 1924 році закінчив Московську сільськогосподарську академію ім. К. А. Тімірязєва. Учень академіка М. Ф. Іванова.
У 1925–1930 роках працював науковим працівником та асистентом у Асканії-Новій — на зоотехнічній і племінній дослідній станції «Чаплі». Цього часу вийшла друком його стаття «Вівчарство в Асканії-Нова», у якій здійснив аналіз сторічної історії місцевого вівчарства.
У 1934–1940 роках займав посади заступника директора з наукової роботи і завідувача лабораторії вівчарства Всесоюзного науково-дослідного інституту акліматизації і гібридизації «Асканія-Нова». Член ВКП(б) з 1936 року.
Під час німецько-радянської війни організував евакуацію тварин на Північний Кавказ. 1944 року повернувся, продовжував науково-дослідницьку роботу в «Асканії-Новій».
У 1949—1950 роках очолював відділ тваринництва в Інституті зоології АН УРСР (Київ).
З 1953 року — науковий співробітник Українського НДІ тваринництва степових районів імені академіка М. Ф. Іванова «Асканія-Нова». Вивів українську степову рябу породу свиней.
Наукові праці — до 250 книг, монографій, статей з питань розведення й виведення нових порід сільськогосподарських тварин, зокрема, щодо свинарства. Як педагог підготував понад 50 докторів та кандидатів наук.
Помер 10 липня 1980 року.

## Нагороди
- Герой Соціалістичної Праці (17.08.1968)
- три ордени Леніна (22.03.1936, 27.10.1949, 17.08.1968)
- два ордени Трудового Червоного Прапора (23.01.1948, 1.09.1958)
- орден «Знак Пошани» (22.03.1966)
- дві Почесні грамоти Президії Верховної Ради Української РСР (19.05.1965, 23.08.1973)
- заслужений діяч науки Української РСР (18.08.1970)